# لوسیانو پیزارو
لوسیانو پیزارو (انگلیسی: Luciano Pizarro؛ زادهٔ ۱۴ ژوئیهٔ ۱۹۹۷) بازیکن فوتبال اهل آرژانتین است.
از باشگاه‌هایی که در آن بازی کرده‌است می‌توان به باشگاه فوتبال گودوی کروز اشاره کرد.